# Denis Kessler
Denis Kessler (Mulhouse, 25 marzo 1952 – 9 giugno 2023) è stato un imprenditore francese.
È stato presidente del consiglio di amministrazione e amministratore delegato di Scor dal 2002 fino alla sua morte. In precedenza, è stato vicepresidente di MEDEF e amministratore delegato di AXA.

## Biografia
Kessler si è laureato presso l'HEC Paris e ha conseguito un dottorato di ricerca in economia presso l'Università di Parigi.
È stato membro del consiglio di amministrazione di BNP Paribas, Bolloré, Dassault Aviation, Invesco e Fonds stratégique d'investissement. È stato membro del consiglio di sorveglianza di Yam Invest N.V. È stato presidente di Le Siècle dal 2007 al 2010.
Kessler ha criticato la reazione keynesiana alla crisi finanziaria del 2008 e ha ipotizzato che la fine dell'euro fosse una possibilità concreta.

È morto il 9 giugno 2023, all'età di 71 anni.